# Eurysternus foedus
Eurysternus foedus är en skalbaggsart som beskrevs av Guérin-Méneville 1844. Eurysternus foedus ingår i släktet Eurysternus och familjen bladhorningar. Inga underarter finns listade i Catalogue of Life.